# Геника-Чиркова, Людмила Юрьевна
Людмила Юрьевна Геника-Чиркова (18 сентября 1923 — 29 октября 2019) — советская актриса театра и кино, вдова Б. П. Чиркова. Заслуженная артистка РСФСР (1972).

## Биография
Людмила Юрьевна Геника-Чиркова родилась 18 сентября 1923 года в семье советского кинорежиссёра Ю. Е. Геники. В 1947 году закончила Театральный институт имени Бориса Щукина (курс Веры Львовой).
После окончания училища в 1947—1949 годах была актрисой театра имени Вахтангова, затем в 1950—1965 годах — Московский драматический театр им. А. С. Пушкина. С 1965 года была актрисой Московского драматического театра им. Н. В. Гоголя. Преподавала во ВГИКе.
Скончалась 29 октября 2019 года в Москве. Похоронена на Новодевичьем кладбище рядом с мужем.

### Семья
- Отец — кинорежиссёр Юрий Евгеньевич Геника (1893—1965), проректор ВГИКа.
- Муж — актёр театра и кино Борис Петрович Чирков (1901—1982), народный артист СССР .
- Дочь — актриса и педагог Людмила Борисовна Чиркова (род. 1949).

## Награды
- Заслуженная артистка РСФСР (1972).
- Заслуженный деятель искусств Узбекской ССР.
- Благодарность Президента Российской Федерации (19 июня 2013 года) — за заслуги в развитии музыкального искусства и многолетнюю творческую деятельность[2].

## Творчество

### Работы в театре
- «Заговор императрицы» А. Толстого — дворничиха
- «Шутник» Евг. Габриловича и С. Розена — Мария Аркадьевна Тарасова
- 1970: «Как ты живёшь, Зося?» И. Ирошниковой — Кристина

### Фильмография

#### Актриса
1. 1947 — Поезд идёт на восток — встречающая во Владивостоке, однокурсница Соколовой
2. 1949 — Счастливый рейс — эпизод, исполняла песню в автобусе (нет в титрах)
3. 1954 — Верные друзья — Машенька, врач больницы в Осокине
4. 1955 — Дым в лесу — мать Володи
5. 1963 — Поучительная история — '
6. 1963 — Короткие истории — жена
7. 1965 — Чрезвычайное поручение —эпизод
8. 1964 — Фитиль (№ 26, сюжет «Карты не врут») — посетительница гадалки
9. 1977 — Машенька (фильм-спектакль) — Вера Михайловна
10. 1982 — Старым казачьим способом (фильм-спектакль) — Маргет Шольц

#### Режиссёр
1. 1977 — Машенька